# Nidwalden
Nidwalden là một trong số 26 bang của Thụy Sĩ và nằm ở khu vực nói tiếng Đức của Thụy Sĩ. Thủ phủ bang Nidwalden đóng ở thành phố.